# Marche du 22 Bahman
En Iran, la marche du 22 Bahman (marche du 11 février) célèbre le jour de la victoire de la révolution iranienne survenu le 11 février 1979. C'est le dernier jour de la « Décade de Fajr ».

## Symbolique

### Serment d’allégeance
Des centaines de milliers d'Iraniens se rassemblent chaque année pour célébrer l'anniversaire de la victoire de la Révolution islamique en faisant cette marche. Ils  répètent leur serment d’allégeance aux idéaux du défunt Rouhollah Khomeini et du Guide suprême.
Dans la capitale, des manifestants convergent de dix points différents vers la place Azadi (place Liberté) où le président prononce un discours à l'occasion de l'anniversaire de la révolution,.

### Signe de résistance
D'après Ali Khamenei, guide suprême de la Révolution islamique, poste le plus élevé de la République islamique d'Iran, la présence massive du peuple iranien aux manifestations annuelles du 22 Bahman  est un signe de la résistance et du soutien du peuple iranien aux idéaux de la Révolution islamique.

## Événements importants
En 2016, lors du 37e anniversaire de la révolution, quatre-cent-cinquante invités, originaires de 28 pays du monde, pour la plupart des personnalités scientifiques, politiques et influentes de pays européens, dont l’Allemagne, la France, l’Espagne, la Belgique, la Croatie et les Pays-Bas, ainsi qu'américains et africains, participent à cette marche, en tant qu’invités spéciaux. Cet événement a été couvert par plus de 5200 photographes et cadreurs, dont 2000 locaux et 280 journalistes étrangers, à Téhéran, et plus de 3000 dans l'ensemble des autres villes iraniennes. Le général Ghassem Soleimani, commandant de la force Qods, a aussi participé à la marche.
Les marches du 38e anniversaire de la Révolution islamique furent couvertes par plus de 6000 photographes et journalistes, dont 250 correspondants étrangers.

## Galerie

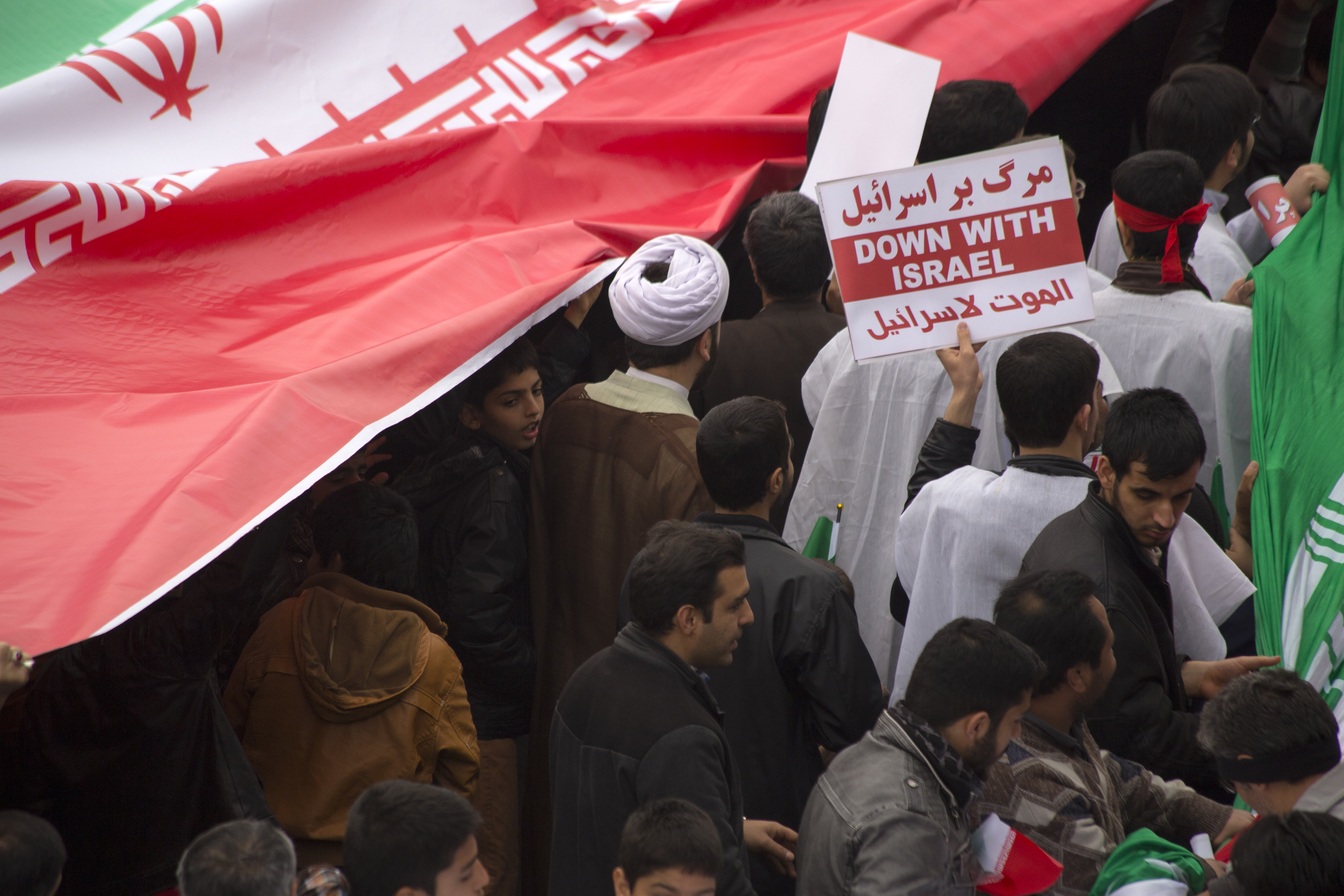
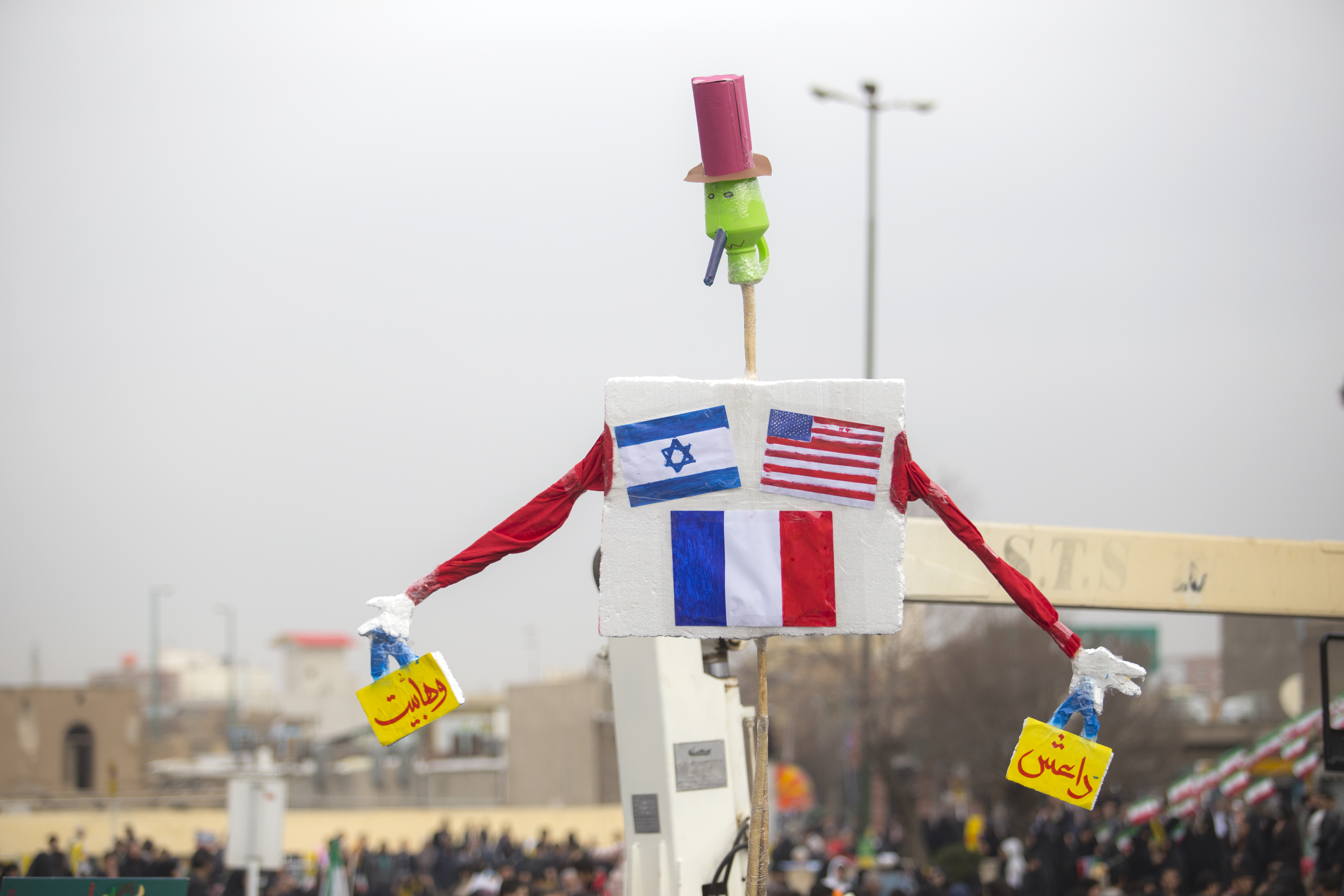
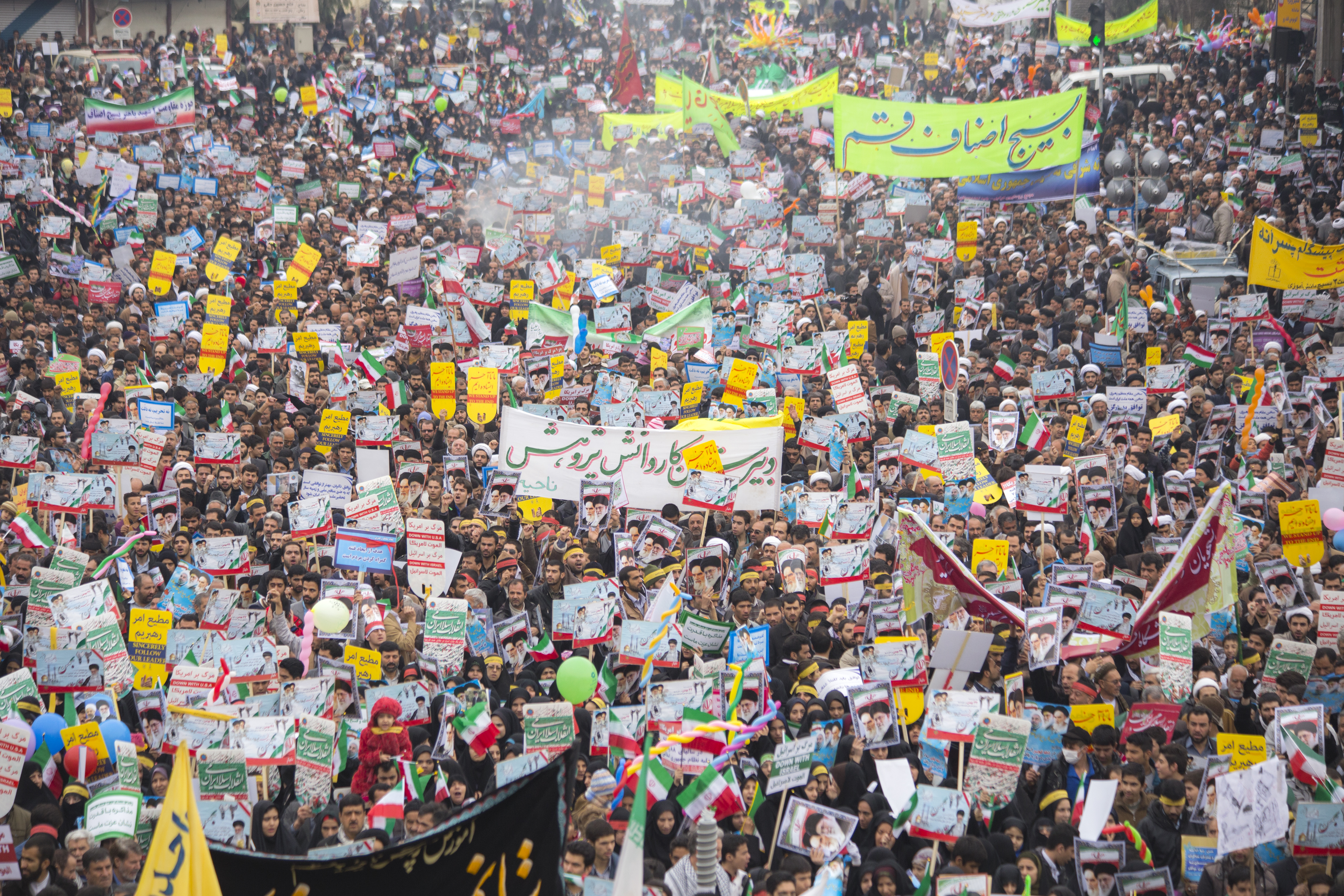
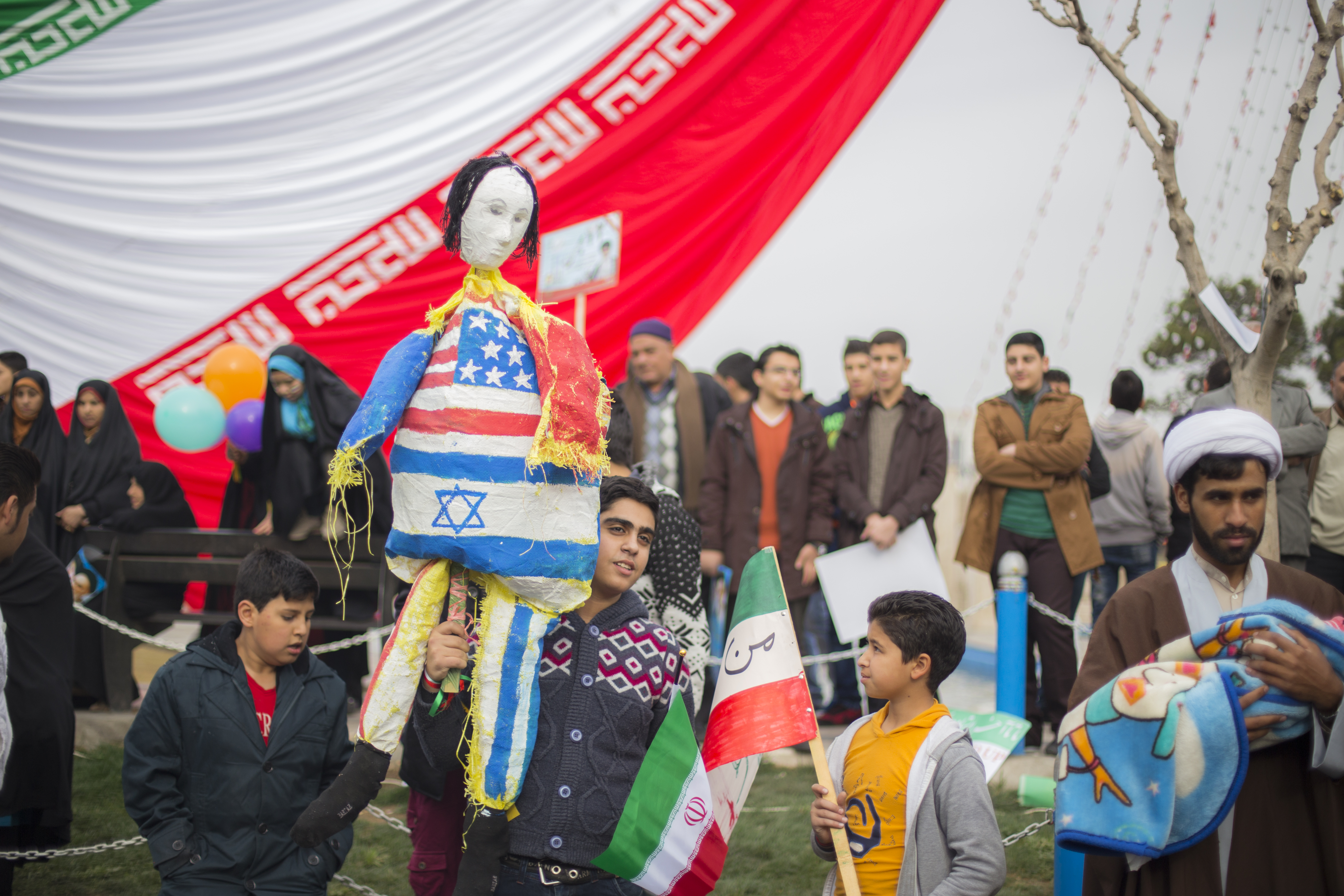
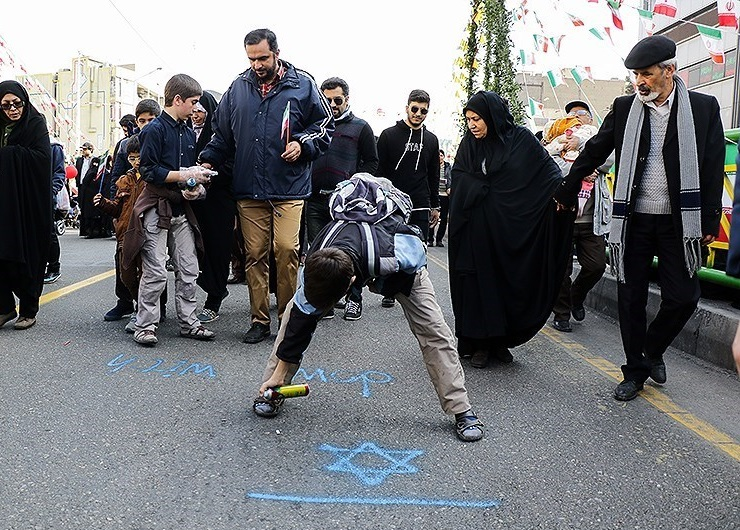
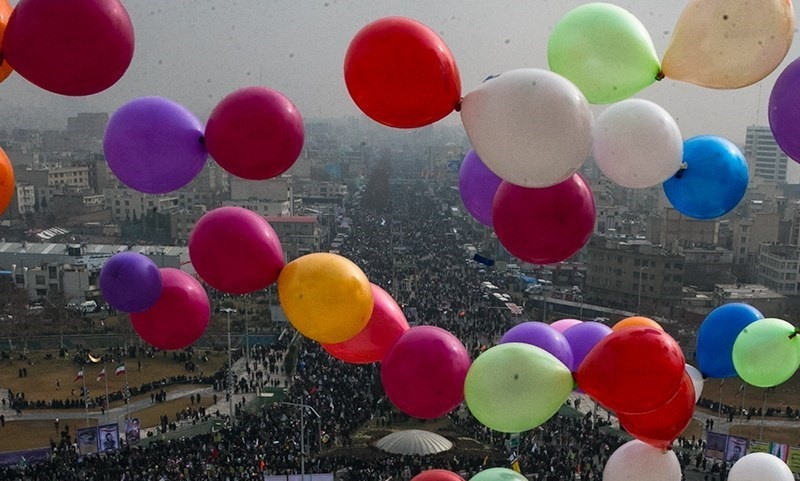
Marche de 2017.
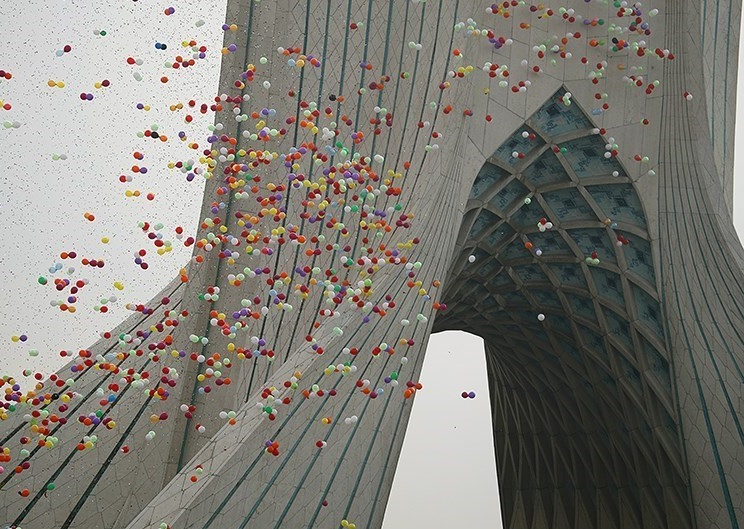
Marche de 2017.